# 内閣 (イギリス)
イギリス（グレートブリテン及び北アイルランド連合王国、英国）の内閣（ないかく、英: Cabinet of the United Kingdom）は、立憲君主制の下で「国王陛下の政府（His Majesty's government）」と称されるイギリス政府の最高意思決定機関で、政府の長（head of government）である首相 (Prime Minister) 及び最も上級の大臣である20名程度の閣内大臣 (Cabinet ministers) から構成される。議会（Parliament、下院：庶民院及び上院：貴族院）と議院内閣制を形成している。
2024年7月4日の総選挙までの内閣は保守党のスナク内閣であったが、総選挙において保守党が労働党に敗北したため、14年ぶりに政権交代が行われることとなった。
尚、イギリス政府には内閣の構成員たる首相及び上級大臣のほか、内閣の構成員でない下級大臣（閣外大臣）なども存在するので、本項ではこれらも併せて解説する。

## 概要
イギリスにおいて、君主（国王/女王）が有する執政権は、形式的には国王大権に属するが、立憲君主制の下で実質的には首相を中心とする合議体としての内閣 (Cabinet) にある。日本も導入している議院内閣制の母国であるイギリスでは、議会の執行機関たる内閣が議会下院（庶民院）に対して連帯責任を負う。閣議は、通例毎週火曜日の午前中に首相官邸の閣議室で開催され、首相が議長を務める。このほか、一部の閣僚だけに関係する特定の政策分野の事項については、全閣僚が集まる閣議で討議すると非効率的であるため、関係閣僚のみを集めて議論する政策分野別の内閣委員会 (Cabinet Committee) が随時開催される。内閣委員会の決定は、閣議の決定と同様の権威を有する。

## 閣内大臣と閣外大臣
日本の内閣において「大臣」といえば、内閣の構成員（閣僚）である国務大臣を指し、その英訳名称には「minister」が用いられている。そして、現在の日本には、閣外大臣と呼ばれる内閣の構成員ではない大臣は存在しない。
一方、イギリスにおいては、「大臣」を意味する「minister」という語は、内閣の構成員 (Cabinet members) である閣僚の大臣（閣内大臣）も、そうでない非閣僚の大臣（閣外大臣）も含めた、政府構成員 (Members of Government) を指し、日本における「大臣」に比べて、広義に解釈されるべき用語として使われる。これらの「大臣」のうち、「閣僚」（閣内大臣）に数えられるのは、首相 (Prime Minister) を除いて、財務大臣 (Chancellor of the Exchequer)、大法官 (Lord Chancellor) 及び国務大臣 (Secretary of State)（そして、場合によっては副首相と筆頭国務大臣）から成る上級大臣 (senior ministers) のみである。内閣の外部にある下級大臣 (junior ministers) である担当大臣 (Minister of State)、政務次官 (Parliamentary Under-Secretary of State) 及び政務官 (Parliamentary Secretary)、それから法務官 (Law Officer) と院内幹事 (Whip) は、「大臣」(minister) ではあるが、通常は閣議に召集される「閣僚」には含まれない。なお、イギリスにおいて、閣僚（閣内大臣）を指す場合には、SecretaryまたはCabinet minister、あるいは（集合的に）the Cabinetが用いられる。
以上をツリー形式にしてまとめると、次の通りであるが、各大臣の詳細については大臣の分類の節を参照。
- Ministers - 大臣
  - Prime Minister - 首相
  - Senior ministers - 上級大臣（閣内大臣）
    - Chancellor of the Exchequer - 財務大臣
    - Lord Chancellor - 大法官
    - Secretary of State - 国務大臣
    - （Deputy Prime Minister - 副首相）
    - （First Secretary of State - 筆頭国務大臣）

  - Junior ministers - 下級大臣（広義の閣外大臣）
    - Minister of State - 担当大臣（狭義の閣外大臣）
    - Parliamentary Under-Secretary of State and Parliamentary Secretary - 政務次官及び政務官

  - Law Officers - 法務官（広義の閣外大臣）
  - Whips - 院内幹事（広義の閣外大臣）

以下、当項目では、（特に断りがない限り）上述した区別に従って、内閣の構成員である閣内大臣を「閣内相」として、それ以外の閣外大臣を「閣外相」として、そして、それら（上級大臣から下級大臣まで、並びに法務官及び院内幹事）の全てを含めた政府の役職を「大臣」として、それぞれ表記する。

## 大臣の分類
イギリス政府が2010年に発行した『内閣執務提要』 (Cabinet Manual) によれば、一般的に、政府の大臣は、上級大臣 (senior ministers)、下級大臣 (junior ministers)、法務官 (Law Officers)、院内幹事 (whips) に分類することができる。

### 首相
イギリスでは、庶民院（議会下院）で最多議席を有する第1党の党首が、国王（女王）によって首相に任命される。これは、大日本帝国憲法及び内閣官制下の日本においての一時期、天皇による組閣の大命、大正デモクラシーによる帝国議会での政党政治や「憲政の常道」の模範にもなった。よって、日本国憲法下の日本の国会による首班指名のような作業は存在しない。現代の慣習により、アーサー・バルフォア首相以来、首相は常に庶民院議員から選ばれる。
首相は制定法上の職務をほとんど有していないが、通常は、国家の重要な問題を主導する。具体的には、実質的な大臣の任免、閣議の主宰、内閣委員会の設置、大臣及び省庁間の職務分配、公務員担当大臣としての役割、政府の業務についての女王への定期的な報告等を行う。『大臣規範』 (Ministerial Code) によると、「首相は執政府の組織全体及び省庁の長である大臣間の職務の配分を所管する」とされている。
イギリスで首相という職が法律で定められたのは1937年のこと（1937年国王大臣法）で、この年まで「首相」 (Prime Minister) という語は大臣法になかった。ただし、外交文書において「首相」の職が正式に認められたのは、1878年のベルリン条約議定書で、ベンジャミン・ディズレーリが「首相」の名称を初めて使用した。
なお、首相は伝統的に第一大蔵卿を兼任する。

### 上級大臣
上級大臣 (senior ministers) である内閣の構成員には、常に財務大臣 (Chancellor of the Exchequer)、大法官 (Lord Chancellor)、国務大臣 (Secretary of State) が含まれる。また、このほかに、以下に示す大臣は閣内相ではないが、首相により内閣の構成員とされたり、閣議に出席するよう求められたりすることがある。
- 枢密院議長 (Lord President of the Council)
- 王璽尚書 (Lord Privy Seal)
- ランカスター公領大臣 (Chancellor of the Duchy of Lancaster)
- 主計長官 (Paymaster General)
- 大蔵首席政務次官[注釈 3] (Chief Secretary to the Treasury)
- 大蔵政務次官 (Parliamentary Secretary to the Treasury) - 庶民院院内幹事長 (Commons Chief Whip) が兼任。
- その他の担当大臣 (Minister of State)

#### 副首相
副首相 (Deputy Prime Minister) の称号は、政府における上級大臣の一人で、与党の副党首や連立内閣における少数政党の党首に与えられることがある。副首相は時に他の役職を兼ねるが、その所管事項は状況により様々である。例えば、2010年の保守党・自由民主党連立内閣では、副首相は、枢密院議長の役割を兼ねるとともに、政治・憲法改革を所管していた。

#### 筆頭国務大臣
大臣1名について、上席の国務大臣であることを示すために、筆頭国務大臣 (First Secretary of State) として任命することがあるが、他の国務大臣と比べて、特別な権限を有するわけではない。他の役職と併せて任命されることもあり、その所管事項は状況により異なる。

#### 国務大臣
国務大臣 (Secretary of State) は、上級大臣（閣内相）の大部分を占める大臣職である。制定法上の権限及び責務の大部分は、国務大臣に付与されており、これらの権限及び責務は、国務大臣のいずれかにより行使され、または履行される。これは、原則として国務大臣の役職は1つしか置かれないということを反映しているが、確立した慣行では、当該役職の職務を遂行するために複数の者が国務大臣に任命される。

### 下級大臣
下級大臣 (junior ministers) は、一般的に担当大臣 (Minister of State)、政務次官 (Parliamentary Under-Secretary of State) 及び政務官 (Parliamentary Secretary) である。典型的には、下級大臣は政府省庁に置かれる。その職務は、省庁の長である上級大臣（閣内相）を支援し、補佐することである。

### 法務官
イギリスの法務官 (Law Officers) とは、以下に示す者である。
- 法務長官[注釈 4][注釈 5] (Attorney General)
- 法務次長 (Solicitor General)
- スコットランド法務官 (Advocate General for Scotland)
- 北アイルランド法務官[注釈 5] (Advocate General for Northern Ireland)

法務官は、法的事項について政府に助言し、大臣が適法にかつ法の支配に則って行為するよう補佐することを基本的な職務とする。また、法務長官は、検察庁及び重大詐欺捜査局の監督を所管する。
法務長官は、イングランド・ウェールズにおける首席法務官 (Chief Law Officer for England and Wales) であり、国王の首席法律顧問 (Chief Legal Adviser to the Crown) である。法務次長は、法務長官の代理であることにより、法務長官のいかなる職務も遂行することができる。
スコットランド法務官は、スコットランド法についての政府の首席法律顧問である。

### 院内幹事
庶民院（下院）及び貴族院（上院）の両院には、政府院内幹事 (Government whips) が置かれる。下院及び上院における政府院内幹事長は、しばしば野党の院内幹事との協議において、政府議事の日程を取り決める。
政府院内幹事
政府院内幹事は全員が閣外相の扱いを受ける。また、下院の政府院内幹事長 (Government Chief Whip) は閣内相であり、大蔵政務次官 (Parliamentary Secretary to the Treasury) を兼ねる。
院内幹事の役割
政府院内幹事と野党院内幹事の責務は、予定される議事をそれぞれの所属議員に周知すること、及び自らが所属する政党の議員が重要な表決の際に造反しないよう、根回しを行うこと、等である。下院の院内幹事は、一般的に議会の討論の間は、発言しない。一方、上院の院内幹事は、各省庁を代表して議会で発言することがある。

## 大臣の任命
政府の大臣は、首相の推薦に基づいて国王が任命するが、実質的には首相が決める。閣内相となる内閣の構成員は全員、枢密顧問官 (Privy Counsellor) となる。国務大臣及び他の大臣の一部の任命は、国王による当該職の公印の交付をもって効力が生ずる。他の大臣の任命は、開封勅許状 (Letters Patent) または王室御用達許可証 (Royal Warrant) により認証される。
慣習により、政府の構成員となる大臣になれるのは、上下両院のいずれかに属する議員である者のみであり、その大部分は下院議員が占める。
内閣の規模（すなわち大臣の人数）については、公式の上限はないが、給与が支払われる大臣の数、特に閣僚級の大臣に関して、その数に制限がある。1975年大臣等給与法は、給与が支払われる大臣の人数の上限を109名に制限し、そのうち閣内相の定数を22名以内としている。他に、1975年庶民院欠格法によって、下院議員が就くことができる大臣の数の上限は、95名と定められている。なお、政務秘書官は、給与が支払われる大臣数の上限にも、下院議員の大臣数の上限にも算入されない。

## 大臣と省との関係
イギリスの各省には普通、閣内相、閣外相（担当大臣）及び政務次官 (Parliamentary Under Secretary of State) または政務官 (Parliamentary Secretary) が置かれ、閣内相と担当大臣には通常1名の政務秘書官 (Parliamentary Private Secretary) が与党の下院議員から選ばれ、配置される。各大臣が政務秘書官を任命する際には、院内幹事長と協議した上、事前に首相の文書による承認を得なければならない。
閣内相は1つの省につき常に1名だが、閣外相（担当大臣）、政務次官、政務秘書官については、人数は1名の場合もあるが、2名以上の場合もある。
首相と内閣を補佐する重要な役割を果たしているのが、首相官邸と内閣府である。首相官邸は、首相の活動を直接補佐し、政策全般にわたって首相に助言する機関である。閣議と内閣委員会の運営に関しては、内閣府がその事務を担当する。内閣府担当大臣 (Minister for the Cabinet Office) は、各省間の政策調整や内閣の広報活動に責任を負う。

## 現在の内閣の構成
2023年4月末現在の内閣の構成。
- 首相兼第一大蔵卿兼公務員担当大臣兼連合担当大臣 (Prime Minister / First Lord of the Treasury / Minister for the Civil Service / Minister for the Union)
- 副首相兼ランカスター公領大臣 (Chancellor of the Duchy of Lancaster / Deputy Prime Minister)
- 筆頭国務大臣 (First Secretary of State) ※現在は空席
- 財務大臣兼第二大蔵卿 (Chancellor of the Exchequer / Second Lord of the Treasury)
- 外務・英連邦・開発大臣 (Secretary of State for Foreign, Commonwealth and Development Affairs)
- 内務大臣 (Secretary of State for the Home Department)
- 国防大臣 (Secretary of State for Defence)
- エネルギー安全保障・ネットゼロ大臣(Secretary of State for Energy Security and Net Zero)
- 大法官兼司法大臣 (Lord Chancellor / Secretary of State for Justice)
- 科学・イノベーション・技術大臣(Secretary of State for Science, Innovation and Technology)
- レベルアップ・住宅・コミュニティ担当大臣兼政府間関係大臣 (Secretary of State for Levelling Up, Housing and Communities / Minister for Intergovernmental Relations)
- 保健・社会福祉大臣 (Secretary of State for Health and Social Care)
- 枢密院議長兼庶民院院内総務 (Lord President of the Council / Leader of the House of Commons)
- 貴族院院内総務兼王璽尚書 (Leader of the House of Lords / Lord Privy Seal)
- 商務貿易大臣兼商務庁長官兼平等担当大臣 (Secretary of Business and Trade / President of the Board of Trade / Minister for Equalities)
- 労働・年金担当大臣 (Secretary of State for Work and Pensions)
- 教育担当大臣 (Secretary of State for Education)
- 環境・食糧・農村問題担当大臣 (Secretary of State for Environment, Food and Rural Affairs)
- 運輸担当大臣 (Secretary of State for Transport)
- 文化・メディア・スポーツ担当大臣 (Secretary of State for Culture, Media and Sport)
- 北アイルランド大臣 (Secretary of State for Northern Ireland)
- スコットランド大臣 (Secretary of State for Scotland)
- ウェールズ大臣 (Secretary of State for Wales)
- 保守党幹事長 (Chairman of the Conservative Party)

また、閣議は首相と閣内相によって行われるが、閣内相ではない以下の役職の者も出席する。
- 大蔵首席政務次官 (Chief Secretary to the Treasury)
- 主計長官 (Paymaster General)
- 法務長官 (Attorney General)
- 内閣府大臣兼給与局長 (Minister for the Cabinet Office / Paymaster General)
- 移民担当大臣 (Minister of State for Immigration)
- 安全保障担当大臣 (Minister of State for Security)
- 開発・アフリカ担当大臣 (Minister of State for Development and Africa)
- 退役軍人担当大臣 (Minister of State for Veterans' Affairs)

なお、閣内相に関する最新の情報については イギリス政府のウェブサイト（英語） を参照。